# Evolution (Nektar)
Evolution è il decimo album in studio del gruppo musicale inglese Nektar, pubblicato nel 2004.

## Tracce
1. Camouflage to White – 7:04
2. Old Mother Earth – 7:41
3. Child of Mine – 6:43
4. Phazed by the Storm – 9:22
5. Always – 7:02
6. Dancin' Into the Void – 8:19
7. The Debate – 9:31
8. After the Fall – 5:36